# Kortkopwespen
De kortkopwespen (Vespula) zijn een geslacht uit de onderfamilie van de papierwespen. Onder dit geslacht bevinden zich bijvoorbeeld de gewone wesp en de Duitse wesp.
Door sommigen wordt hierbinnen nog een ondergeslacht Paravespula onderscheiden, maar dit is niet algemeen aanvaard.

## Soorten
- Vespula austriaca - Oostenrijkse wesp (Panzer, 1799)
- Vespula germanica - Duitse wesp (Fabricius, 1793)
- Vespula rufa - rode wesp (Linnaeus, 1758)
- Vespula vulgaris - gewone wesp